# Loch Macaterick
Loch Macaterick är en sjö i Storbritannien.   Den ligger i riksdelen Skottland, i den centrala delen av landet, 500 km nordväst om huvudstaden London. Loch Macaterick ligger 395 meter över havet.  I omgivningarna runt Loch Macaterick växer i huvudsak blandskog.